# Sly Cooper and the Thievius Raccoonus
Sly Cooper and the Thievius Raccoonus (Sly Raccoon в Европе и Kaitō Sly Cooper (яп. 怪盗スライ・クーパー Кайто: Сурай Ку:па:, букв. «таинственный вор Слай Купер») в Японии) — это видеоигра сочетающая в себе элементы платформера и стелс-экшена, созданная Sucker Punch Productions, и изданная Sony Computer Entertainment эксклюзивно для Sony PlayStation 2 в 2002 году, впоследствии переизданная в Северной Америке в бюджетной категории «Greatest Hits». Позднее было выпущено два сиквела, Sly 2: Band of Thieves и Sly 3: Honor Among Thieves. 9 ноября 2010 года, Sly Cooper and the Thievius Raccoonus и оба сиквела с улучшенной графикой вошли в The Sly Trilogy для PlayStation 3, в рамках Classics HD. 7 июня 2011 года, на E³ в 2011 году, была анонсирована четвёртая игра в серии — Sly Cooper: Thieves in Time.
Главным героем игры является вор Слай Купер и его банда, черепаха Бентли и бегемот Мюррей, которые противостоят пятёрке злодеев (англ. The Fiendish Five), чтобы восстановить «Thievius Raccoonus», книгу, которая содержит воровские трюки всех предков Слая. Критики удостоили игру похвалы за использование технологии сэл-шейдинг, создающей ощущение нуара, при том, что игра выглядит как мультфильм; тем не менее игру критиковали за то, что она слишком короткая.

## Игровой процесс

Пример игрового уровня с множеством лазерных лучей

Игра представляет собой платформер с элементами стелса. В большинстве заданий игрок управляет Слаем и, для выполнения ряда мини-игр, получает контроль над двумя другими членами команды — Мюрреем и Бентли; так же в одном из заданий игрок контролирует инспектора Фокс. Большую часть времени основной целью игрока является незаметно пробраться до конца уровня, собирая так называемые «подсказки» и монеты. Подсказки позволяют открыть сейф, содержащий страницу «Thievius Raccoonus», а собрав сто монет игрок получает «талисман», который позволяет после пропущенного удара не потерять «жизнь». Каждая полученная страница из книги даёт герою возможность использовать новую воровскую способность его предков, однако сбор страниц «Thievius Raccoonus» не обязателен для прохождения игры. В конце уровня игрок обычно получает ключ. Собрав определённое количество ключей игрок получает возможность пройти в новую локацию.
Для достижения своих целей Слай использует фамильную трость с крюком на конце, которую он использует как оружие и чтобы добраться в определённые места цепляясь за различные объекты. Так же герой обладает «чутьём вора». Данная способность позволяет ему видеть места, которые он может использовать, чтобы скрыться и прокрасться куда-либо. Такие места в игре обычно обозначены синеватым свечением. Так же, так как игрок может управлять камерой только в одной плоскости, для ориентации на местности Слай использует бинокль называемый «бинокьюком». Как правило, один из сейфов главы содержит чертежи местности и если игрок получает эту страницу, он может видеть расположение подсказок и разрушаемых объектов в пределах данной главы. При прохождении вперёд по уровню, Слай должен остаться незамеченным прожекторами, лазерами и многочисленными охранниками, в ином случае срабатывает тревога. Музыка в игре динамически изменяет громкость и ритм, подстраиваясь под происходящие на экране события.
Кроме стандартных заданий, в которых Слай ходит пешком, игра содержит ряд мини-игр, в которых игрок должен участвовать в гонках или стрелять от первого лица. В некоторых таких заданиях участвуют друзья Слая.
Игра состоит из пяти глав. Переходя к новой главе, игрок должен сначала «проникнуть» на территорию своей «жертвы». Это небольшой уровень, который знакомит игрока с особенностями данной части игры, а иногда демонстрирует новые возможности Слая. Такой уровень так же содержит подсказки и сейф со страницей из книги. После его прохождения игрок оказывается в локации, из которой он может попасть непосредственно в один из игровых уровней данной главы. Порядок прохождения данных уровней не важен. В конце каждой главы игрок сталкивается с боссом. После победы, босс оказывается арестован Кармелитой Фокс, игрок получает возможность перейти к следующей главе или переиграть одну из уже пройденных.

## Сюжет
Слай Купер — юный енот из рода искусных воров. Пока он был ещё маленьким, злодейская группировка именуемая «The Fiendish Five» убивает его родителей и ворует семейную реликвию — книгу «Thievius Raccoonus», в которой собраны воровские премудрости предков Слая. После этого происшествия юный Слай оказывается в приюте, где знакомится с черепахой Бентли и бегемотом Мюрреем. Спустя годы, Слай, Бентли и Мюррей сформировали банду воров. Слай решает вернуть «Thievius Raccoonus», но для его возвращения ему необходимо узнать местоположение злодеев которые убили его родителей и украли книгу, для этого он решает выкрасть досье на злодеев в Парижском полицейском отделении. Слай крадёт необходимые ему данные, но его замечает инспектор Кармелита Фокс, которая пытается остановить его с помощью шокирующего пистолета. Слаю удаётся скрыться и теперь он знает расположение злодеев. Первым к кому отправляется Слай является Сэр Рали, который находится на одном из островов в Уэльсе. Слаю удаётся победить Сэра Рали и собрать страницы «Thievius Raccoonus» которые остались у него. Полиция арестовывает Сэра Рали за его пиратскую деятельность. Далее Слай и товарищи отправляются в Меса Сити, в американском штате Юта, где расположился Маггшот. Маггшот превратил некогда процветающий Меса Сити в огромное казино. Слай обкрадывает Маггшота и побеждает его в финальной конфронтации, после чего Маггшота арестовывает инспектор Фокс, которая идёт по следу Слая. Меса Сити возвращается к своему прежнему виду. Команда отправляется в Мексику где расположилась Миз Руби владеющая магией вуду. Слаю и товарищам удаётся заполучить страницы которыми владеет Миз Руби. Четвёртым злодеем к которому отправляется команда является Панда Кинг, живущий в горах Китая. Когда Слаю удаётся победить его и вернуть страницы «Thievius Raccoonus», он узнаёт, что пятым членом «The Fiendish Five» является механический филин Клокверк, который нарисован на многих страницах в «Thievius Raccoonus», так является практически бессмертным и многие поколения Куперов вступали с ним в конфронтацию. Слай и товарищи отправляются к Клокверку, который расположился в вулкане в России. Проникнув в логово к Клокверку Слай обнаруживает, что инспектор Кармелита Фокс тоже пыталась проникнуть внутрь, но попала в ловушку. Слай спасает Кармелиту и совместными силами им удаётся одержать победу над главным злодеем. За то, что Слай спас Кармелиту она даёт ему 10 секунд, чтобы он скрылся, прежде чем она арестует его. Но Слай не убегает, а целует Кармелиту и только потом скрывается, а Кармелита оказывается прикованной наручниками к ограде.

## Оценки прессы и продажи
| Сводный рейтинг       | Сводный рейтинг                |
| Агрегатор             | Оценка                         |
| --------------------- | ------------------------------ |
| GameRankings          | 85,28 %                        |
| Metacritic            | 86/100 (основано на 41 обзоре) |
| Иноязычные издания    |                                |
| Издание               | Оценка                         |
| Eurogamer             | 8/10                           |
| Game Informer         | 9,3/10                         |
| GameSpot              | 7,8/10                         |
| GameSpy               | 91 %                           |
| IGN                   | 8,5/10                         |
| OPM                   | 10/10                          |
| Русскоязычные издания |                                |
| Издание               | Оценка                         |
| «Страна игр»          | 8,0/10                         |

Sly Cooper and the Thievius Raccoonus в целом была тепло встречена игровой прессой. Большинство критиков положительно оценили уникальный внешний вид игры. Обозреватель из GameSpot отметил, что игра имеет потрясающее чувство стиля в своём дизайне, которое отражено во всём, от анимации до необычного использования технологии сэл-шейдинг. Многие критики также высоко оценили простоту управления и обучения игре. Некоторые рецензенты отметили плавность перехода от игры к кат-сценам и видеороликам.
Также было высоко оценено то, что игра подходит как для детей, так и для взрослых.
Типичной претензией критиков в игре является её длина; рецензент из GameSpot отмечает, что главная проблемы игры заключается в том, что как только ты привыкаешь к игре и начинаешь наслаждаться разнообразием её уровней, игра заканчивается. Разработчики из Sucker Punch высказывались в защиту длины игры; Брайан Флемминг отметил, что для получения дополнительных материалов необходимо в каждом уровне выполнить забег на время, и тогда станут доступны комментарии дизайнеров, художников и программистов из Sucker Punch. Также критиками была отмечена недостаточная сложность игры.
Рецензент из OPM написал про игру, что она создаёт приятное ощущение старой школы игр, враги беспощадны, но слегка глуповаты, а испытания усложняются от уровня к уровню. Рецензенты также отмечали некоторое падение кадровой частоты в последних уровнях, а также некоторые затруднения управления камерой.
В результате конкуренции с двумя другими платформерами, Ratchet & Clank и Jak and Daxter: The Precursor Legacy, вышедшими на PS 2 в том же году, продажи Sly Cooper and the Thievius Raccoonus на начальном этапе были довольно низкими. Однако, это не помешало игре разойтись тиражом, как минимум, 400 000 копий в год, после выхода игры в 2003 году по сниженной цене в линейке «Greatest Hits». GameSpy в 2003 году опубликовал список самых недооцениваемых игр всех времён и народов, и Sly Cooper and the Thievius Raccoonus заняла в этом списке пятое место.
Игра получила премию «Лучший новый персонаж» (англ. «Best New Character») и была номинирована на премию «Отличное визуальное оформление» (англ. «Excellence in Visual Arts»), на Game Developers Conference в 2003 году. Персонаж Слай Купер рассматривался как талисман PlayStation, наряду с Ретчетом и Кланком, а также Джеком и Декстером. Это привело к сотрудничеству между компаниями создающими эти три серии игр — Sucker Punch, Insomniac Games, и Naughty Dog, что в дальнейшем привело к включению некоторых элементов из Sly Cooper в Ratchet & Clank и Jak and Daxter.